# Гвиди, Филиппо Мария
Филиппо Мария Гвиди (итал. Filippo Maria Guidi; 18 июля 1815, Болонья, Папская область — 27 февраля 1879, Рим, Итальянское королевство) — итальянский куриальный кардинал, доминиканец. Архиепископ Болоньи с 21 декабря 1863 по 12 ноября 1871. Префект Священной Конгрегации церковного иммунитета  с 6 сентября 1872 по 20 июня 1877. Кардинал-священник с 16 марта 1863, с титулом церкви Сан-Систо с 19 марта 1863 по 20 июня 1877, in commendam с 29 июля 1872 по 20 июня 1877. Кардинал-епископ Фраскати с 29 июля 1872.